# (440) Theodora
(440) Theodora est un astéroïde de la ceinture principale découvert par E. F. Coddington le 13 octobre 1898.